# Sandl
Sandl este o localitate din Mühlviertel, Austria Superioară, situată în apropiere de Freistadt.
Pictura pe sticlă de la Sandl⁠(de)[traduceți] a fost inclusă de UNESCO în anul 2012 în Patrimoniul cultural imaterial al umanității. În localitate există din anul 1989 un muzeu al icoanelor pe sticlă.